# André Sebastiani
André Sebastiani (* 22. Februar 1977) ist ein deutscher Autor und Kritiker der Anthroposophie, insbesondere der Waldorfpädagogik, im deutschsprachigen Raum.

## Leben
Sebastiani ist geboren und aufgewachsen in Ennigerloh (Münsterland). Nach dem Abitur (1996) und der Ableistung des Wehrdienstes (1997) studierte er an der Westfälischen Wilhelms-Universität in Münster Lehramt für die Primarstufe und schloss 2002 mit dem ersten Staatsexamen ab. Die zweite Staatsprüfung für das Lehramt an Grund-, Haupt- und Realschulen folgte 2004 nach einem Referendariat am Studienseminar Vechta (Niedersachsen).
Von 2004 bis 2020 war Sebastiani an der Schule In der Vahr (Bremen) zunächst im Sekundarschulbereich und ab 2010 im Grundschulbereich tätig. Seit 2020 ist er Referent für Mediendidaktik bei der Senatorin für Kinder und Bildung in Bremen.
2019 erschien sein Buch Anthroposophie – Eine kurze Kritik. Seit Mai 2023 ist Sebastiani Mitglied des Vorstandes der Gesellschaft zur wissenschaftlichen Untersuchung von Parawissenschaften (GWUP). Zudem ist er Mitglied der SPD in Bremen.

## Anthroposophiekritik
Als ausgebildeter Lehrer kritisiert Sebastiani insbesondere die Waldorfpädagogik. In diese, so Sebastiani, gingen die esoterischen Glaubensinhalte der Anthroposophie auch ohne direkten Bezug auf die Lehren Rudolf Steiners als Teil des Menschenbilds und der Unterrichtsmethoden ein – eine Kritik, die Jan Böhmermann in einer kritischen Auseinandersetzung mit dem Thema aufgriff. Die Anthroposophische Gesellschaft in Deutschland bezeichnet André Sebastiani, neben Jutta Ditfurth, als „einschlägig bekannten Anthroposophie-Bekämpfer“.
Im Jahr 2014 beteiligte Sebastiani sich an der öffentlichen Kritik an einem geplanten Schulversuch, bei dem Elemente der Waldorfpädagogik in einer staatlichen Schule in Hamburg-Wilhelmsburg erprobt werden sollten. Der Schulversuch startete dennoch, scheiterte aber nach zweieinhalb Jahren.
Sebastiani war als Experte in verschiedenen Podcasts zu Gast, schrieb einen Artikel für Materialien und Informationen zur Zeit und wurde von der taz interviewt.
Bei der Gesellschaft zur wissenschaftlichen Untersuchung von Parawissenschaften e.V. (GWUP) befasst sich Sebastiani schwerpunktmäßig mit der Anthroposophie und ihren Praxisfeldern. Für die Zeitschrift Skeptiker der GWUP verfasste Sebastiani verschiedene Beiträge, so auch den Grundsatzbeitrag Was ist Anthroposophie?.
In seinem 2019 erschienenen Buch „Anthroposophie – Eine kurze Kritik“ kritisiert Sebastiani die Anthroposophie als Weltanschauung insgesamt als anti-aufklärerisch, zudem werde sie ihrer Selbstbeschreibung als Wissenschaft nicht gerecht und weise vielmehr Merkmale einer Pseudowissenschaft auf. Weiterhin beschreibt Sebastiani das anthroposophische Welt- und Menschenbild kritisch und erneuert den Vorwurf des Rassismus und Antisemitismus gegenüber der Anthroposophie. Mit der Waldorfpädagogik, der anthroposophischen Medizin und der biologisch-dynamischen Landwirtschaft werden zudem die sogenannten Praxisfelder der Anthroposophie und ihre Auswirkungen auf die Verbreitung anthroposophischen Gedankenguts in der Allgemeinheit erörtert. Sebastianis Kritik wurde auch in anthroposophischen Publikationen, z. B. von Peter Selg besprochen.

### Reaktionen und Kritik
Der Kommunikationschef des Bundes der Freien Waldorfschulen Henning Kullak-Ublick kommentiert Sebastianis Ansichten im Deutschlandfunk mit: „Was der Herr Sebastiani da verbreitet – entschuldigen Sie! – das ist eine Karikatur der Waldorf-Pädagogik. Genauso, wie es eine Karikatur der Anthroposophie ist. Das sind irgendwelche aus dem Kontext herausgegriffenen Einzelsachen, die er zusammenmixt, dass daraus ein völlig krudes Gebräu entsteht. Das hat mit der eigentlichen Realität an Waldorf-Schulen überhaupt nichts zu tun. Es ist so, dass wir mit dem Schreibenlernen langsamer vorgehen als das an anderen Schulen der Fall ist. Aber das langsame Vorgehen beinhaltet, dass die eine ganze Fülle von Dingen eben gleichzeitig erarbeiten.“

## Schlaulicht-Podcast
André Sebastiani produzierte zusammen mit Jörg Sartorius und Knut Junker den Kinder-Wissenspodcast Schlaulicht, der 2017 den deutschen Podcastpreis gewann. Er wird außer von den üblichen Podcastplattformen auch über die Website des Spektrum-Verlags ausgespielt. Im Juli 2022 gab das Podcast-Team nach 105 Episoden bekannt, vorerst keine weiteren Episoden produzieren zu wollen.

## Veröffentlichungen
- Anthroposophie – Eine kurze Kritik. Alibri Verlag, Aschaffenburg 2019, ISBN 978-3-86569-122-4.